# Julie Bernard

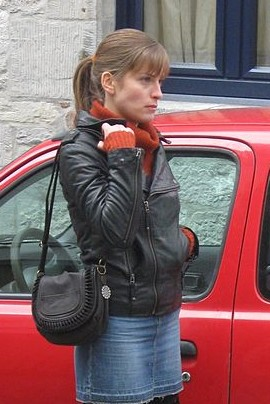
Julie Bernard (2010)

Julie Bernard (* 1. Januar 1980) ist eine belgische Filmschauspielerin.
Julie Bernard wurde in einem kleinen Dorf Belgiens geboren. Nach ihrem Schulabschluss nahm sie drei Jahre lang Schauspielunterricht. Mit 22 Jahren zog sie nach Paris. Ihre erste Hauptrolle erhielt sie 2010 in dem Film Nichts zu verzollen. In dem Werk von Dany Boon spielt sie die weibliche Hauptrolle der „Louise Vandevoorde“. 2019 spielte sie in der Serie Un si grand soleil als „Rebecca Chassagne“ mit.

## Filmografie (Auswahl)
- 2010: Nichts zu verzollen (Rien à déclarer)
- 2012: Nos plus belles vacances
- 2013: Le Cœur des hommes 3
- 2014: Yves Saint Laurent
- 2019: Un si grand soleil (Fernsehserie, 30 Episoden)
- 2019: Camping Paradis (Fernsehserie, 2 Episoden)
- 2022: Mémoire trouble (Fernsehfilm)